# Сангушко, Иероним Януш
Иероним Януш Сангу́шко (пол. Hieronim Janusz Sanguszko, 4 марта 1743, Кольбушова — 18 декабря 1812, Славута) — польский князь, пан на Славуте, Белгородке, Корнице, Антонинах, Ильинцах, Шепетовке и Поляхове на Волыни, граф Тарновский в Галиции, староста черкасский и казимирский, мечник великий литовский с 1775 года, последний воевода волынский (1775—1795).
Сын маршалка великого литовского и ордината острожского, князя Павла Кароля Сангушко (1680—1750), от третьего брака с Барбарой Урсулой Дуниной (1718—1791).

## Биография
В 1775 году князь Иероним Януш Сангушко получил должность великого мечника литовского и последнего воеводы волынского. В этом же году стал владельцем местечка Добровляны на Виленщине.
Генерал польской и российской армией. Член Постоянного Совета при короле Станиславе Августе и противник новой конституции, принятой 3 мая 1791 года.
В 1792 году вошел в состав Тарговицкой конфедерации. Член Галицкого станового сейма. 9 июня 1785 года получил титул князя Австрийской империи. Кавалер орденов: Святого Губерта (1768), Святого Станислава (1777) и Белого Орла (1777).
2 февраля 1767 года в Радзыне женился на Урсуле Сесилии Потоцкой (1747—1772), младшей дочери генерала литовской артиллерии Евстафия Потоцкого (1720—1768) и Марианны Контской (ум. 1768). Дети:
- Евстахий Эразм Сангушко (1768—1844), польский генерал.
- Мария Сангушко, 1-й муж с 1794 года генерал-лейтенант Станислав Мокроновский, 2-й муж полковник польской армии Бенедикт Зелонка
- Дорота Сангушко (ум. 1829), жена князя Кароля Сангушко (1779—1840)

В феврале 1772 года вторично женился на Анне Теофиле Сапеге (1758—1813), дочери польского гетмана литовского, князя Александра Михаила Сапеги (1730—1793), и Магдалены Агнешки Любомирской (1739—1780). В 1778 году супруги развелись, не имея общих детей.
В 1779 году в третий раз женился на Анне Пружинской (ум. 1816). Дети:
- Текла Сангушко (ум. 1870), 1-й муж с 1808 года граф Владимир Потоцкий (1789—1812), 2-й муж камердинер Томаш.

С 1790-х годов князь Иероним Януш Сангушко постоянно проживал в своей славутской резиденции. В декабре 1812 года скончался от апоплексического удара (инсульта), был похоронен в основанном им же самим костёле в местечке Белогородка.